# Saltonacris scapulosa
Saltonacris scapulosa är en insektsart som beskrevs av Marius Descamps 1980. Saltonacris scapulosa ingår i släktet Saltonacris och familjen gräshoppor. Inga underarter finns listade i Catalogue of Life.